# Portumna
Portumna est une ville du comté de Galway en république d'Irlande.
Elle est située à l'endroit où le fleuve Shannon rejoint le Lough Derg. C'est un endroit de passage stratégique à la limite avec le Comté de Tipperary.
La population était de 2 015 habitants en 2002.

## Sport
La ville de Portumna est le siège d'un des clubs les plus prestigieux du hurling Portumna GAA. Le club a été à cinq reprises champion d'Irlande des clubs. Le dernier titre date de 2014.